# Carl von Ossietzky
Carl von Ossietzky (Hamburgo, 3 de octubre de 1889-Berlín, 4 de mayo de 1938) fue un periodista, escritor y pacifista alemán.

## Biografía
Carl von Ossietzky nació el 3 de octubre de 1889 en Hamburgo como hijo de un taquígrafo y una mujer de negocios, que tenía un pequeño restaurante. Su padre murió cuando tenía dos años. Entonces Ossietzky creció en casa de una tía católica. Siete años después de la muerte de su padre, su madre se casó de nuevo, y Carl von Ossietzky vivió con su madre y su padrastro. La familia fue de fe protestante. Su padrastro fue Gustav Walther, un escultor y socialdemócrata, que influyó en las convicciones políticas de Carl von Ossietzky. Ossietzky leyó mucho y quería ser escritor. En 1904 Ossietzky sale de la escuela sin graduarse. De 1907 a 1914 trabaja como ayudante en un tribunal.
En 1911 comenzó a trabajar como periodista para la revista Das freie Volk (El pueblo libre), una revista de la Demokratische Vereinigung (la Asociación Democrática), de la que fue miembro hasta 1914. En 1912 se hizo miembro de la Deutsche Friedensgesellschaft (la Sociedad Alemana por la Paz) fundada por el austriaco Alfred Hermann Fried, aunque luego combatió en la Primera Guerra Mundial. En 1913 se casó con Maud Lichfield-Wood, con la que tuvo una hija. En 1914 presentó su dimisión como aydudante en el tribunal y se dedicó a dar conferencias, entre otras, en la Deutsche Friedensgesellschaft.
De 1916 a 1918 fue soldado de la infantería. Después de tomar parte en la batalla de Verdún escribió artículos en contra de la guerra. A principios de 1918 fue despedido del servicio en el frente. En 1919 tomó parte en la Revolución de Noviembre, trabajando para el consejo de obreros y soldados de Hamburgo.
Tras la guerra, se erigió en paladín del pacifismo y comenzó a colaborar en diversos periódicos pacifistas.[cita requerida] En 1922 fue uno de los fundadores del movimiento «Nie Wieder Krieg» («Nunca más la guerra»). Fue subdirector del diario Volkszeitung en Berlín, y en 1927 comenzó a dirigir el semanario izquierdista Die Weltbühne, en el que defendió el desarme y la paz internacional.
Fue el redactor responsable de publicar un artículo que denunció el rearme secreto que se estaba realizando en Alemania en contra de lo estipulado en el Tratado de Versalles. Por este artículo fue condenado a 18 meses de prisión. A causa de una amnistía pudo dejar la prisión en diciembre de 1932 (había entrado en prisión en mayo de 1932). No obstante, la llegada de los nazis al poder en 1933 supuso que fuera de nuevo encarcelado, dada su oposición al régimen. Pasó tres años en campos de concentración, donde enfermó de tuberculosis. 
Mientras, fue propuesto a partir de 1934 para el Premio Nobel de la Paz por muchas personalidades, entre las que se encontraban Albert Einstein, Romain Rolland y Thomas Mann. Como resultado de la movilización internacional en favor del encarcelado, Ossietzky fue trasladado en 1936 a un hospital en Berlín. A pesar de la presión política desde el régimen nazi contra el comité Nobel noruego, le fue concedido el premio de 1935 en 1936. 
El premio fue tomado por Adolf Hitler como una ofensa, por lo que prohibió que, en adelante, ciudadanos alemanes aceptaran tal premio.
Carl von Ossietzky murió por una tuberculosis en el hospital de la prisión sin haber recibido el importe del premio, que desapareció en manos de un abogado berlinés.